# Acartus rufus
Acartus rufus är en skalbaggsart som beskrevs av Stefan von Breuning 1964. Acartus rufus ingår i släktet Acartus och familjen långhorningar. Inga underarter finns listade i Catalogue of Life.